# Ardid (Star Trek: La nueva generación)
"Ardid" es el cuarto y quinto episodio (de dos partes) de la séptima temporada de Star Trek: La nueva generación que creció de a partir de una proposición de guion enviada por el estudiante de Iowa Christopher Hatton, quien logró vender una segunda propuesta de guion para el episodio "Tú mismo".
Después de escuchar un rumor acerca de que el capitán Picard ha sido asesinado mientras se encontraba en una excavación arqueológica, la tripulación de la Enterprise sale a buscar a los contrabandistas que podrían haber sido los responsables.
Robin Curtis, quien personificó a la teniente Saavik en Star Trek III y Star Trek IV, participa como estrella invitada personificando a la vulcaniana T'Paal. Sabrina Le Beauf, conocida por su rol en el Show de Cosby, personifica a la alférez Giusti. El jugador del Basketball Hall of Fame James Worthy también tiene un cameo como el contrabandista Klingon Koral.
Este episodio rompió con la regla de Gene Roddenberry de "sin piratas espaciales".

## Trama
Riker, Troi, Crusher y Worf investigan el paradero de Picard en un húmedo bar, describiéndolo como un humano de "cabeza suavizada". Ellos encuentran un criminal que sabe algo al respecto, él dice que Picard había estado preguntando a un grupo acerca de algunos artefactos cuando comenzó una pelea y Picard fue “vaporizado”.
Muchos de los tripulantes aceptan esta versión como lo que realmente sucedió, pero Riker insiste en encontrar quien mató al capitán Picard. La tripulación comienza a reconstruir los pasos de Picard, y esto los lleva a un planeta que alberga uno de los más antiguos sitios arqueológicos de la galaxia. Sin embargo, los artefactos han sido robados por un grupo de mercenarios. Mientras Riker, Worf, Geordi y unos pocos subalternos están explorando, una variedad de humanoides se teletransportan en medio de ellos y atacan a la partida de desembarco. Ellos matan a uno de los miembros del equipo y capturan al comandante Riker.  
Riker es llevado a bordo de la nave pirata, que es comandada por Arctus Baran. Riker encuentra que un dispositivo ha sido implantado dentro de su cuerpo, el cual le permite a Baran infligirle dolor. Todos a bordo de la nave tienen dispositivos similares implantados dentro de sus cuerpos, ya que esa es la forma en que Baran controla su tripulación. Riker pronto descubre que Picard está vivo y en la compañía de esos criminales y, aparentemente, haciendo negocios con ellos. Picard les cuenta a los piratas que Riker es un oficial con un historial de insubordinación que incluso ha sido relevado de su deber. Picard secretamente arregla una falla del motor warp, dándole a Riker una oportunidad de probarse con Baran.
Más tarde, Picard visita a Riker en su habitación. Él le revela que fue a estudiar el sitio arqueológico pero encontró que había sido saqueado. Siguiendo a los responsables a un bar, Picard los enfrentó pero fue capturado y tomado prisionero. Contándole que los piratas habían configurado algunas de sus armas de tal forma que cuando le disparaban a alguien o algo con estas armas modificadas se activaba un teletransportador llevándoselos lejos del lugar, haciéndoles creer a los testigos que habían sido vaporizados. Picard se las arregló para convencer a los piratas que él era un arqueólogo llamado Galen (el nombre de su mentor quien fue mostrado en el episodio La caza). Picard revela que están buscando artefactos específicos de origen romulano, y que Baran está haciendo que Picard busque a través de las reliquias que se han robado buscando dichos artefactos.
Picard le pide a Riker que lo ayude a infiltrarse la tripulación de la nave pirata. Ya que Picard y Baran nunca se han llevado bien entre sí, Picard le pide a Riker que se haga amigo de Baran para enterarse de cuáles son sus planes. También le pide que simule ser un insubordinado, menos que perfecto oficial de la Flota Estelar que está listo para traicionarla.
Eventualmente Picard es capaz de encontrar dos artefactos de los buscados, que realmente son antiguos artefactos vulcanianos. Estos artefactos son parte de una antigua arma telepática vulcaniana, La Piedra de Gol, que un movimiento vulcaniano aislacionista espera poder usar para forzar a Vulcano a dejar la Federación Unida de Planetas. Sin embargo, una vez que el arma está ensamblada, Picard se da cuenta de la verdadera naturaleza de esta, una poderosa arma, pero sin ninguna utilidad contra personas que no cultivan pensamientos agresivos. Él se da cuenta de porque los vulcanianos le ha encontrado sin utilidad desde que su civilización adoptó definitivamente la paz hace 2000 años atrás, y así el arma cayó en el olvido. Usando este conocimiento, Picard se las arregla para derrotar a los aislacionistas, y el gobierno vulcaniano le asegura a Picard que las tres partes del arma serán destruidas.
De regreso a bordo de la Enterprise, el teniente comandante Data, aunque aliviado de ver a Picard y Riker vivos, puntualiza de que Riker es culpable de deserción y que Picard está aún, técnicamente, muerto, así que Picard sugiere a Data que se lleve a Riker al calabozo mientras él se da un merecido descanso. Data ingenuamente acata la orden y escolta a Riker al calabozo.